# Alchemilla wallischii
Alchemilla wallischii är en rosväxtart som beskrevs av Pawl.. Alchemilla wallischii ingår i släktet daggkåpor, och familjen rosväxter. Utöver nominatformen finns också underarten A. w. compressa.